# اسه (سیگار)
اسه (به انگلیسی: Esse) نام یک برند سیگار است که در حال حاضر توسط کی‌تی اند جی در کره جنوبی تولید می‌شود. به دلیل باریک بودن سیگارهای این برند و مقدار کم قطران معروف است.